# Монсано
Монсано (итал. Monsano) насеље је у Италији у округу Анкона, региону Марке.
Према процени из 2011. у насељу је живело 2318 становника. Насеље се налази на надморској висини од 162 м.

## Становништво
Према резултатима пописа становништва 2011. у општини је живело 1.961 становника.
| 1936. | 1951. | 1961. | 1971. | 1981. | 1991. | 2001. | 2011. |
| ----- | ----- | ----- | ----- | ----- | ----- | ----- | ----- |
| 2.043 | 2.011 | 1.898 | 1.591 | 1.855 | 2.385 | 2.760 | 1.961 |

## Партнерски градови
- Klein-Pöchlarn